# Byte menos significativo
"Byte menos significativo" mantiene un significado paralelo al de "bit menos significativo", pero ahora relacionado con el byte situado en la posición de menor valor potencial de un conjunto dado de bytes.  Se denota normalmente con las siglas "LSB" (de "Least Significant Byte"), que se distinguirían, según convenio informal, de las siglas en minúsculas "lsb", correspondientes en este caso a "least significant bit".
En una representación numérica de múltiples bytes, el LSB es el byte de menor peso. Dependiendo de si el procesador es little endian o big endian, el byte más significativo se almacenará, respectivamente, en la posición más baja o en la posición más alta de la memoria (de allí el significado de little y big endian).
- Datos: Q5736293